# Ipan Priyanto
Ipan Priyanto (sinh 19 tháng 1 năm 1990 ở Semarang) là một cầu thủ bóng đá người Indonesia hiện tại thi đấu cho Pelita Jaya FC ở Indonesia Super League.

## Thống kê câu lạc bộ
| Câu lạc bộ     | Mùa giải | Super League | Super League | Premier Division | Premier Division | Piala Indonesia | Piala Indonesia | Tổng    | Tổng      |
| Câu lạc bộ     | Mùa giải | Số trận      | Bàn thắng    | Số trận          | Bàn thắng        | Số trận         | Bàn thắng       | Số trận | Bàn thắng |
| -------------- | -------- | ------------ | ------------ | ---------------- | ---------------- | --------------- | --------------- | ------- | --------- |
| Pelita Jaya FC | 2010-11  | 9            | 0            | -                | -                | -               | -               | 9       | 0         |
| Pelita Jaya FC | 2011-12  | 1            | 0            | -                | -                | -               | -               | 1       | 0         |
| Tổng           | Tổng     | 10           | 0            | -                | -                | -               | -               | 10      | 0         |

## Danh hiệu

### Câu lạc bộ
- U-21 Pelita Jaya:
  - Á quân Indonesia Super League U-21: 1 (2009-10)